# Les Collines-de-l'Outaouais
Les Collines-de-l'Outaouais est une municipalité régionale de comté (MRC) de l'Outaouais du Québec, Canada. Le chef-lieu de la MRC est Chelsea alors que la municipalité la plus populeuse est Val-des-Monts.

## Géographie
La municipalité régionale de comté (MRC) des Collines-de-l'Outaouais se situe sur la rive gauche de la rivière des Outaouais au nord de la ville de Gatineau. Elle est bornée à l'ouest par la MRC de Pontiac, au nord par la Vallée-de-la-Gatineau et à l'est par la MRC de Papineau. La ville d'Ottawa en Ontario se trouve sur la rive opposée de l'Outaouais.

### Entités territoriales
La MRC est constituée de six municipalités locales.
| Nom            | Statut       | Population 2021 | Superficie (km2) | Densité (h/km2) | Ref. |
| -------------- | ------------ | --------------- | ---------------- | --------------- | ---- |
| Cantley        | Municipalité | 11 449          | 134,1            | 85,38           |      |
| Chelsea        | Municipalité | 8 000           | 121,1            | 66,06           |      |
| L'Ange-Gardien | Municipalité | 6 102           | 218,25           | 27,96           |      |
| La Pêche       | Municipalité | 8 636           | 616,5            | 14,01           |      |
| Pontiac        | Municipalité | 6 142           | 504,6            | 12,17           |      |
| Val-des-Monts  | Municipalité | 13 328          | 441,84           | 30,16           |      |
| Total          | Total        | 54 498          | 2 199,3          | 24,78           |      |

## Démographie
Au recensement du Canada de 2011, la population totale s'établit à 46 393 habitants pour une densité de 12,7 habitants par km2. La croissance démographique est de 10,4 % entre 2006 et 2011. le nombre de logements occupés par des résidents habituels est de 17 448 auxquels s'ajoutent 4 608 logements en grande partie des résidences secondaires.
| 2018   | 2019   | 2020   | 2021   |
| ------ | ------ | ------ | ------ |
| 50 510 | 50 708 | 33 680 | 52 593 |

## Histoire

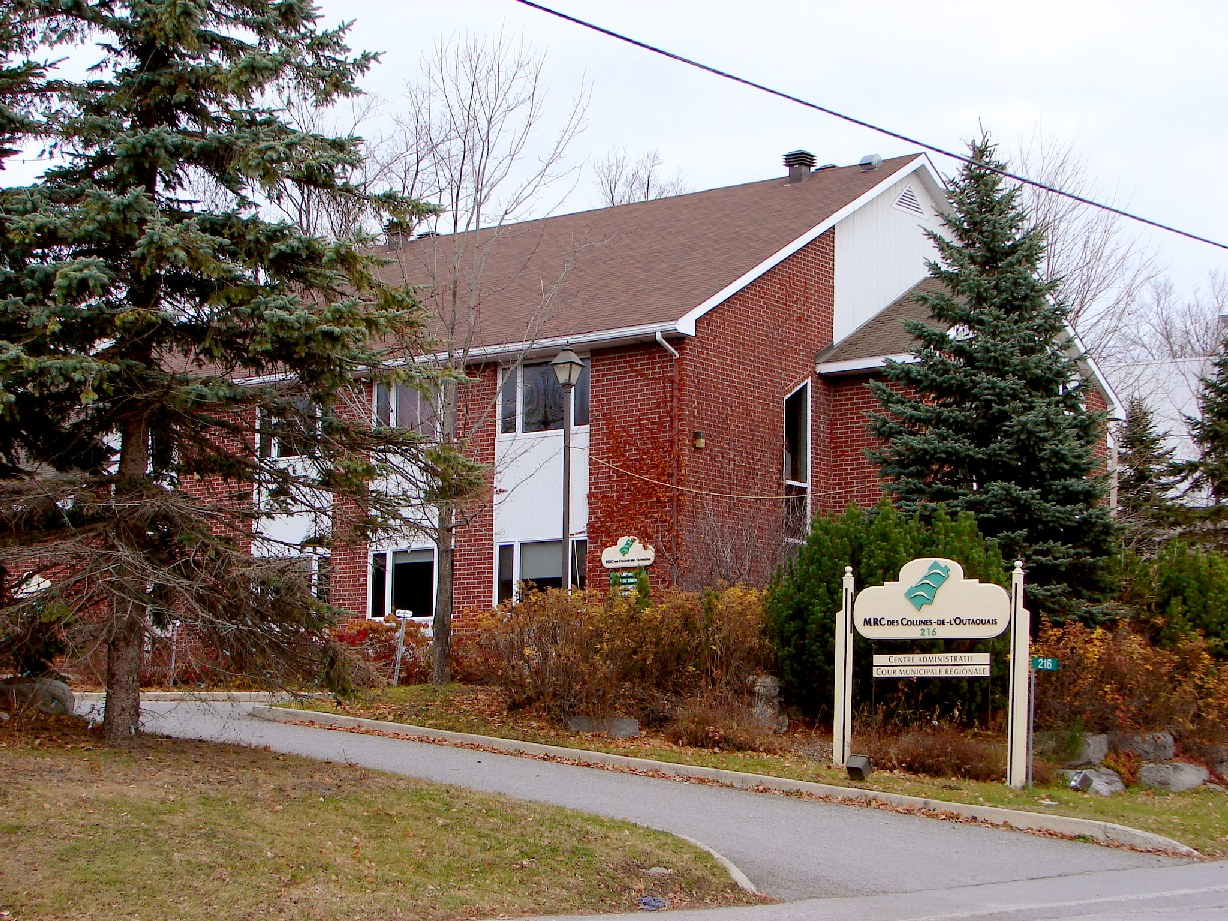
Bureau de la MRC à Chelsea.

La MRC est créée en 1991 par le regroupement des municipalités rurales de la Communauté régionale de l'Outaouais. Son toponyme dérive du relief ondulé de la contrée et du nom de la région.
Arguant vouloir faire partie d'une MRC dont les autres municipalités ont des caractéristiques plus semblables aux siennes, la municipalité de Notre-Dame-de-la-Salette demande au gouvernement du Québec, avec l'accord des représentants des deux MRC concernées de voir son territoire transféré dans celui de la MRC de Papineau. Le 1er janvier 2022, l'intégration de la municipalité dans la MRC de Papineau est effective.

## Administration
Les différentes municipalités de la MRC font partie des circonscriptions électorales québécoises de Gatineau, de Papineau et de Pontiac. Au Parlement du Canada, la population de la MRC est représentée par le député de la circonscription de Pontiac.

## Économie
La base de l'économie régionale se compose de l'agriculture, de la villégiature et du tourisme.